# Брзина метка
Брзина метка (енгл. Bullet Train) амерички је акциони и хумористички филм из 2022. године, у режији Дејвида Лича, по сценарију Зака Олкевича. Темељи се на истоименом роману Котара Исаке. Ансамблску поделу улога чине: Бред Пит, Џои Кинг, Арон Тејлор Џонсон, Брајан Тајри Хенри, Ендру Коџи, Хиројуки Санада, Мајкл Шенон, Bad Bunny и Сандра Булок.
Снимање је почело у новембру 2020. године, а завршено је у марту 2021. Премијерно је приказан 18. јула 2022. године у Паризу, док је 5. августа пуштен у биоскопе у САД, односно 4. августа у Србији. Зарадио је преко 239 милиона долара широм света уз продукцијски буџет од око 90 милиона долара, уз помешане рецензије критичара.

## Радња
У филму Брзина метка Бред Пит се појављује као Бубамара — баксузни професионални убица одлучан да овог пута на мирнији начин обави свој посао будући да је превише претходних покушаја пошло по злу. Судбина, како то обично бива, има друге планове јер Бубамару најновија мисија доводи у сукоб са смртоносним противницима из целог света са којима има повезане и међусобно сукобљене циљеве и све то у најбржем возу на свету.

## Улоге
| Глумац             | Улога               |
| ------------------ | ------------------- |
| Бред Пит           | Бубамара            |
| Џои Кинг           | Принц               |
| Арон Тејлор Џонсон | Мандарина           |
| Брајан Тајри Хенри | Лимун               |
| Ендру Коџи         | Јуичи Кимура / Отац |
| Хиројуки Санада    | Старац              |
| Мајкл Шенон        | Бела Смрт           |
|                    | Вук                 |
| Сандра Булок       | Марија Буба         |